# Nevado de Colima
Ne doit pas être confondu avec Volcán de Colima.
Pour les articles homonymes, voir Colima (homonymie).
Le Nevado de Colima est un volcan inactif du Mexique culminant à 4 240 mètres d'altitude. Il fait partie de la cordillère Néovolcanique.
Il est accessible aux randonneurs au moyen d'un chemin pour véhicules tout-terrain commençant près de Ciudad Guzmán et montant à 3 400 mètres. Le reste du trajet est à effectuer sur un sentier facile. Seuls les 200 derniers mètres de dénivelé sont de l'escalade de niveau intermédiaire. L'accès est interdit lors de la période des pluies, également quand la neige y est présente.